# Daniel Etter (Geistlicher)
Daniel Etter (* 27. August 1876 in Thalgau, Salzburg; † 5. Oktober 1955 in Salzburg, Salzburg) war ein österreichischer Geistlicher der römisch-katholischen Kirche, sowie Politiker (CSP).

## Leben
Nach der Volksschule besuchte Daniel Etter das Kollegium Borromaeum Salzburg, an welchem er im Jahr 1896 die Matura ablegte. Danach studierte er Theologie und wurde 1899 zum Priester geweiht.
Von 1900 bis 1906 war Etter als Kooperator in Bramberg am Wildkogel tätig, ehe er 1906 zum Domvikar des Salzburger Doms bestellt wurde. Er blieb es bis 1923. Im selben Jahr wurde er zum Mitglied des Domkapitels von Salzburg ernannt, sowie im Jahr 1927 zum Pfarrer des Doms von Salzburg. Ebenfalls 1927 wurde Etter zum Dechant des Dekanats Salzburg-Süd ernannt. Er blieb es bis zu seiner Pensionierung im Jahr 1948.
1906 zählte Etter auch zu einem der Mitbegründer des Piusvereins Österreichs, dessen Sekretär er bis 1914 war. 1911 gründete er die katholische Zeitschrift Salzburger Volksbote, die er bis 1917 publizierte.
Seine politische Karriere begann bereits 1909, als er als Abgeordneter in die Salzburger Landesversammlung, dem Vorläufer des Salzburger Landtags einzog. Im November 1918 wurde er Mitglied der provisorischen Landesversammlung, sowie im April 1919 Abgeordneter der CSP zum Salzburger Landtag. Im November 1918 wurde Etter in der Landesregierung von Landeshauptmann Alois Winkler Landesrat, er blieb es bis Mai 1922. Nach seinem kurzen politischen Werdegang auf Landesebene wurde Etter im Mai 1922 Mitglied des Bundesrats in Wien. Er blieb es fünf Jahre, bis Mai 1927.

## Auszeichnungen
Daniel Etter war Ehrenbürger in zahlreichen Salzburger Gemeinden, darunter Saalbach-Hinterglemm, Hof bei Salzburg, Fuschl, sowie Thalgau und Bramberg. Er war seit 1913 Ehrenmitglied der katholischen Studentenverbindungen  KÖStV Austria Wien, später war er noch Ehrenmitglied der KÖHV Leopoldina Innsbruck, AV Austria Innsbruck und KÖHV.Rheno-Juvavia Salzburg. Seit 1919 war er Ehrenmitglied der katholischen Schülerverbindung KöStV Almgau Salzburg im MKV. Er war auch Träger des Zivil-Verdienstkreuzes II. Klasse und des Offizierskreuzes des österreichischen ZVO.